# Mike Rodríguez
Mike Rodríguez (Guayaquil, 20 de abril de 1989) es un futbolista ecuatoriano. Juega de mediapunta o volante de armado y su equipo actual es el Club Deportivo Everest de la Segunda Categoría de Ecuador.

## Clubes
| Club                    | País    | Año       |
| ----------------------- | ------- | --------- |
| Barcelona SC            | Ecuador | 2006-2008 |
| Atlético Audaz (cedido) | Ecuador | 2008      |
| Barcelona SC            | Ecuador | 2009-2011 |
| Deportivo Cuenca        | Ecuador | 2012-2013 |
| Macará                  | Ecuador | 2014      |
| Deportivo Quito         | Ecuador | 2015      |
| Fuerza Amarilla         | Ecuador | 2016-2017 |
| Everest                 | Ecuador | 2019      |